# Kubok SSSR 1965-1966
La Kubok SSSR 1965-1966 fu la 25ª edizione del trofeo. Vide la vittoria finale della Dinamo Kiev, giunto al suo terzo titolo.

## Formula
Fu un'edizione molto particolare: nel 1965, infatti, furono giocate due edizioni della Coppa e quella del 1965-1966 cominciò quattordici giorni dopo quella del 1965. Dopo sei anni si tornò a disputare, inoltre, il torneo secondo il formato europeo.
Dato che della Klass B 1965 solo le squadre ucraine di avevano disputato la fase preliminare del torneo precedente, per questa repubblica si ricorse ad una formula particolare: i tre vincitori delle tre zone dell'edizione precedente giocarono a Jalta un mini torneo con gare di sola andata dove erano assegnati due punti alla vittoria, uno al pareggio e zero alla sconfitta; le prime due superavano la fase preliminare, divisa in tre, quanti erano i gironi ucraini di Klass B: le tre squadre ammesse passavano direttamente al secondo turno della fase finale. Tutte le altre squadre di Klass B disputarono, come negli anni precedenti, una fase preliminare che rispecchiava i gironi in cui erano divisi, a cui, in questo caso, si aggiunge un ulteriore raggruppamento per Asia Centrale e Kazakistan. Questo perché la fase preliminare fu disputata interamente nel 1965, mentre quella finale nel 1966 e, nel frattempo, la Klass B aveva aggiunto un ulteriore girone.
Ciò ha creato situazioni particolari come squadre che hanno disputato due volte la fase preliminare (Dinamo Celinograd, Zarafshan Navoi, Zakhmet Chardzhou, Metalist Džambul, Metallurg Chimkent, Pamir Leninabad, Sverdlovets Tashkent, Spartak Samarcanda, Spartak Andijon, Khimik Chirchik e Shakhtyor Osh), in quanto nel frattempo avevano cambiato girone passando dal Russia 5 a quello del Kazakistan e dell'Asia Centrale, o altre (Baltika Kaliningrad, Vostok Ust'-Kamenogorsk, Dinamo Batumi, Dinamo Kirovobad, Dinamo Stavropol', Zvezda Perm, Irtyš Omsk, Neftyanik Fergana, Rubin Kazan', Spartak-Nal'čik, Stroitel' Ufa, Temp Barnaul, Torpedo Tomsk, Širak Leninakan e Kuzbass Kemerovo) che, pur essendo state eliminate nella fase preliminare, hanno giocato comunque nella fase finale in quanto nel frattempo erano state promosse in Vtoraja Gruppa A.
Le squadre di Pervaja Gruppa A 1966 entrarono in scena direttamente nel quarto turno (nel 1965 non erano previste retrocessioni).
In tutti i turni, sia nella fase preliminare che in quella finale, la formula fu quella classica dei turni ad eliminazione diretta, con gare di sola andata e tempi supplementari, ma non rigori: in caso di parità si ricorreva al replay, disputato il giorno seguente sul medesimo terreno di gioco; la finale, come da tradizione, fu disputata a Mosca allo Stadio Centrale Lenin.

## Fase preliminare

### Zona Russia 1

#### Sedicesimi di finale
La partita fu disputata il 24 aprile 1965.
| Squadra 1        | Risultato | Squadra 2          |
| ---------------- | --------- | ------------------ |
| Avangard Kolomna | 2 – 3     | Serp i Molot Mosca |

#### Ottavi di finale
Le partite furono disputate tra il 24 e il 26 aprile 1965.
| Squadra 1           | Risultato | Squadra 2               |
| ------------------- | --------- | ----------------------- |
| Zveynieks Liepāja   | 1 – 0     | Sever Murmansk          |
| Lokomotiv Kaluga    | 2 – 3     | Metallurg Tula          |
| Iskra Smolensk      | 0 – 2     | Metallurg Čerepovec     |
| Dinamo Brjansk      | 1 – 0     | Tekmaš Kostroma         |
| Chimik Novomoskovsk | 2 – 0     | Khimik Klin             |
| Baltika             | 0 – 1     | Saturn Rybinsk          |
| Zvezda Serpuchov    | 1 – 0     | Serp i Molot Mosca      |
| Granitas Klaipėda   | 3 – 0     | Avtomobilist Leningrado |

#### Quarti di finale
Le partite furono disputate il 5 e il 6 maggio 1965.
| Squadra 1           | Risultato   | Squadra 2         |
| ------------------- | ----------- | ----------------- |
| Zveynieks Liepāja   | 1 – 2       | Granitas Klaipėda |
| Zvezda Serpuchov    | 3 – 2 (dts) | Dinamo Brjansk    |
| Metallurg Čerepovec | 1 – 0       | Metallurg Tula    |
| Chimik Novomoskovsk | 1 – 0       | Saturn Rybinsk    |

#### Semifinali
Le partite furono disputate l'8 e il 9 luglio 1965.
| Squadra 1           | Risultato | Squadra 2           |
| ------------------- | --------- | ------------------- |
| Granitas Klaipėda   | 2 – 0     | Metallurg Čerepovec |
| Chimik Novomoskovsk | 0 – 4     | Zvezda Serpuchov    |

#### Finale
L'incontro fu disputato il 28 settembre 1965.
| Squadra 1         | Risultato | Squadra 2        |
| ----------------- | --------- | ---------------- |
| Granitas Klaipėda | 1 – 0     | Zvezda Serpuchov |

### Zona Russia 2

#### Sedicesimi di finale
Le partite furono disputate il 24 e il 25 aprile 1965.
| Squadra 1           | Risultato | Squadra 2    |
| ------------------- | --------- | ------------ |
| Progress Zelenodols | 1 – 0     | Dinamo Kirov |

#### Ottavi di finale
Le partite furono disputate tra il 25 e il 28 aprile 1965.
| Squadra 1          | Risultato | Squadra 2                |
| ------------------ | --------- | ------------------------ |
| Spartak Rjazan'    | 2 – 0     | Zenit Iževsk             |
| Torpedo Vladimir   | 0 – 2     | Rubin                    |
| Znamja Truda       | 3 – 0     | Khimik Berezniki         |
| Torpedo Pavlovo    | 2 – 1     | Uralec-TS Nižnij Tagil   |
| Znamja Noginsk     | 1 – 2     | Zvezda Perm'             |
| Kovrovets Kovrov   | 1 – 0     | Neftyanik Tjumen'        |
| Chimik Dzeržinsk   | 2 – 0     | Saljut Kamensk-Ural'skij |
| Spartak Joškar-Ola | 0 – 2     | Progress Zelenodolsk     |

#### Quarti di finale
Le partite furono disputate tra il 5 maggio e l'11 agosto 1965.
| Squadra 1           | Risultato | Squadra 2        |
| ------------------- | --------- | ---------------- |
| Zvezda Perm'        | 1 – 2     | Spartak Rjazan'  |
| Torpedo Pavlovo     | 1 – 0     | Kovrovets Kovrov |
| Progress Zelenodols | 1 – 0     | Chimik Dzeržinsk |
| Rubin               | 2 – 0     | Znamja Truda     |

#### Semifinali
Le partite furono disputate il 14 luglio e il 21 agosto 1965.
| Squadra 1           | Risultato | Squadra 2       |
| ------------------- | --------- | --------------- |
| Progress Zelenodols | 1 – 2     | Torpedo Pavlovo |
| Spartak Rjazan'     | 2 – 3     | Rubin           |

#### Finale
La gara non ebbe luogo per il ritiro del Rubin.
| Squadra 1       | Risultato | Squadra 2 |
| --------------- | --------- | --------- |
| Torpedo Pavlovo | -         | Rubin     |

### Zona Russia 3

#### Sedicesimi di finale
Le partite furono disputate il 24 e il 25 aprile 1965.
| Squadra 1          | Risultato | Squadra 2             |
| ------------------ | --------- | --------------------- |
| Energija Volžskij  | 1 – 0     | Spartak Orël          |
| Volgar' Astrachan' | 0 – 1     | Energia Novocherkassk |

#### Ottavi di finale
Le partite furono disputate tra il 25 e il 28 aprile 1965.
| Squadra 1                    | Risultato | Squadra 2             |
| ---------------------------- | --------- | --------------------- |
| Trud Penza                   | 0 – 2     | Metallurg Kuybyshev   |
| Šachtër Šachty               | 2 – 1     | Trud Togliatti        |
| Volga Ul'janovsk             | 1 – 2     | Neftyanik Syzran      |
| Torpedo Taganrog             | 2 – 1     | Spartak Tambov        |
| Torpedo Armavir              | 1 – 2     | Spartak Saransk       |
| Progress Kamensk-Shakhtinsky | 2 – 0     | Energia Novocherkassk |
| Trudovye Rezervy Kursk       | 0 – 3     | Energija Volžskij     |
| Torpedo Lipeck               | 1 – 2     | Spartak Belgorod      |

#### Quarti di finale
Le partite furono disputate il 5 e il 6 maggio 1965.
| Squadra 1                    | Risultato | Squadra 2         |
| ---------------------------- | --------- | ----------------- |
| Spartak Saransk              | 1 – 2     | Torpedo Taganrog  |
| Metallurg Kuybyshev          | 1 – 0     | Neftyanik Syzran  |
| Progress Kamensk-Shakhtinsky | 1 – 2     | Šachtër Šachty    |
| Spartak Belgorod             | 1 – 0     | Energija Volžskij |

#### Semifinali
Le partite furono disputate il 6 giugno e il 2 settembre 1965.
| Squadra 1           | Risultato   | Squadra 2        |
| ------------------- | ----------- | ---------------- |
| Šachtër Šachty      | 1 – 2 (dts) | Torpedo Taganrog |
| Metallurg Kuybyshev | 3 – 1       | Spartak Belgorod |

#### Finale
L'incontro fu disputato il 27 ottobre 1965.
| Squadra 1        | Risultato | Squadra 2           |
| ---------------- | --------- | ------------------- |
| Torpedo Taganrog | 2 – 1     | Metallurg Kuybyshev |

### Zona Russia 4

#### Sedicesimi di finale
Le partite furono disputate il 20 aprile 1965.
| Squadra 1         | Risultato | Squadra 2          |
| ----------------- | --------- | ------------------ |
| Lori Kirovakan    | -         | Sevan Oktemberyan  |
| Širak Leninakan   | 1 – 0     | Alazani Gurdzhaani |
| Metallurg Rustavi | 0 – 2     | Meshakhte Tkibuli  |
| Dinamo Kirovobad  | 3 – 1     | Dinamo Baku        |

#### Ottavi di finale
Le partite furono disputate tra il 24 aprile e il 6 ottobre 1965.
| Squadra 1            | Risultato   | Squadra 2                   |
| -------------------- | ----------- | --------------------------- |
| Spartak Ordžonikidze | 3 – 2 (dts) | Trudovye Rezervy Kislovodsk |
| K'olkheti-1913 Poti  | 2 – 1       | Inguri Zugdidi              |
| Spartak Nal'čik      | 1 – 0       | Urožaj Majkop               |
| Dinamo Batumi        | 1 – 0 (dts) | Dinamo Stavropol'           |
| Lori Kirovakan       | 3 – 0       | Dinamo Kirovobad            |
| Meshakhte Tkibuli    | 2 – 0       | Širak Leninakan             |
| Dinamo Sukhumi       | 4 - 2       | Cement Novorossijsk         |
| Dinamo Machačkala    | -           | Polad                       |

#### Quarti di finale
Le partite furono disputate tra il 6 maggio e il 31 ottobre 1965.
| Squadra 1           | Risultato | Squadra 2         |
| ------------------- | --------- | ----------------- |
| Alanija Vladikavkaz | 4 – 0     | Dinamo Machačkala |
| K'olkheti-1913 Poti | 2 – 0     | Dinamo Batumi     |
| Lori Kirovakan      | 2 – 1     | Spartak Nal'čik   |
| Meshakhte Tkibuli   | 3 – 1     | Dinamo Sukhumi    |

#### Semifinali
Le partite furono disputate tra il 30 luglio e il 6 novembre 1965.
| Squadra 1         | Risultato | Squadra 2            |
| ----------------- | --------- | -------------------- |
| Lori Kirovakan    | 0 – 3     | Spartak Ordžonikidze |
| Meshakhte Tkibuli | -         | K'olkheti-1913 Poti  |

#### Finale
Le tre gare furono disputate il 13, 14 e 15 novembre 1965.
| Squadra 1            | Risultato | Squadra 2         |
| -------------------- | --------- | ----------------- |
| Spartak Ordžonikidze | 2 – 1     | Meshakhte Tkibuli |

### Zona Russia 5

#### Sedicesimi di finale
Le partite furono disputate il 18 aprile 1965.
| Squadra 1            | Risultato | Squadra 2         |
| -------------------- | --------- | ----------------- |
| Metallist Džambul    | 2 – 0     | Khimik Salavat    |
| Sverdlovets Tashkent | 0 – 6     | Irtyš Omsk        |
| Khimik Chirchik      | 2 – 1     | Spartak Andijon   |
| Metallurg Şımkent    | 2 – 1     | Dinamo Celinograd |

#### Ottavi di finale
Le partite furono disputate il 23 e il 24 aprile 1965.
| Squadra 1          | Risultato | Squadra 2              |
| ------------------ | --------- | ---------------------- |
| Spartak Samarcanda | 2 – 0     | Lokomotiv Orenburg     |
| Zarafshan Navoi    | 0 – 1     | Stroitel' Ufa          |
| Pamir Leninabad    | 3 – 0     | Metallurg Zlatoust     |
| Neftyanik Fergana  | 2 – 0     | Torpedo Miass          |
| Khimik Chirchik    | 2 – 0     | Metallist Džambul      |
| Zakhmet Chardzhou  | 1 – 2     | Metallurg Magnitogorsk |
| Metallurg Şımkent  | 3 – 2     | Irtyš Omsk             |
| Shakhtyor Osh      | 1 – 5     | Trud Kurgan            |

#### Quarti di finale
Le partite furono disputate tra il 27 maggio e il 16 settembre 1965.
| Squadra 1              | Risultato   | Squadra 2          |
| ---------------------- | ----------- | ------------------ |
| Stroitel' Ufa          | 2 – 1       | Khimik Chirchik    |
| Metallurg Magnitogorsk | 1 – 0 (dts) | Spartak Samarcanda |
| Trud Kurgan            | 2 – 1 (dts) | Neftyanik Fergana  |
| Pamir Leninabad        | 2 – 1       | Metallurg Şımkent  |

#### Semifinali
Le partite furono disputate l'8 agosto e il 1º ottobre 1965.
| Squadra 1     | Risultato | Squadra 2              |
| ------------- | --------- | ---------------------- |
| Trud Kurgan   | 1 – 0     | Pamir Leninabad        |
| Stroitel' Ufa | 5 – 2     | Metallurg Magnitogorsk |

#### Finale
L'incontro fu disputato il 9 ottobre 1965.
| Squadra 1   | Risultato | Squadra 2     |
| ----------- | --------- | ------------- |
| Trud Kurgan | 2 – 1     | Stroitel' Ufa |

### Zona Russia 6

#### Sedicesimi di finale
Le partite furono disputate il 24 aprile 1965.
| Squadra 1              | Risultato | Squadra 2             |
| ---------------------- | --------- | --------------------- |
| Zabaikalets Chita      | -         | Šachtër Prokop'evsk   |
| Armeec Ulan-Ude        | 2 – 1     | Torpedo Tomsk         |
| Sibsel'maš Novosibirsk | -         | Metallurg Novokuzneck |

#### Ottavi di finale
Le partite furono disputate tra il 25 e il 30 aprile 1965.
| Squadra 1               | Risultato   | Squadra 2              |
| ----------------------- | ----------- | ---------------------- |
| SKA-Chabarovsk          | 0 – 1       | Amur Blagoveščensk     |
| Lokomotiv Krasnojarsk   | 1 – 0       | Chimik Kemerovo        |
| Cementnik Semipalatinsk | 1 – 0 (dts) | Ertis                  |
| Vostok Ust'-Kamenogorsk | 2 – 0       | Start Angarsk          |
| Torpedo Rubcovsk        | 4 – 1       | Sibsel'maš Novosibirsk |
| Angara Irkutsk          | 0 – 2       | Temp Barnaul           |
| Luč Vladivostok         | 0 – 1       | Avangard K.N.A.        |
| Zabaikalets Chita       | 0 – 2       | Armeec Ulan-Ude        |

#### Quarti di finale
Le partite furono disputate tra il 6 maggio e il 22 luglio 1965.
| Squadra 1               | Risultato | Squadra 2               |
| ----------------------- | --------- | ----------------------- |
| Vostok Ust'-Kamenogorsk | 2 – 0     | Cementnik Semipalatinsk |
| Torpedo Rubcovsk        | 3 – 1     | Lokomotiv Krasnojarsk   |
| Temp Barnaul            | 2 – 0     | Armeec Ulan-Ude         |
| Avangard K.N.A.         | 2 – 1     | Amur Blagoveščensk      |

#### Semifinali
Le partite furono disputate il 3 agosto e il 3 settembre 1965.
| Squadra 1               | Risultato | Squadra 2        |
| ----------------------- | --------- | ---------------- |
| Vostok Ust'-Kamenogorsk | 4 – 1     | Torpedo Rubcovsk |
| Avangard K.N.A.         | 2 – 1     | Temp Barnaul     |

#### Finale
L'incontro fu disputato il 24 ottobre 1965.
| Squadra 1       | Risultato | Squadra 2               |
| --------------- | --------- | ----------------------- |
| Avangard K.N.A. | 2 – 0     | Vostok Ust'-Kamenogorsk |

### Zona Ucraina

#### Risultati
Tutti gli incontri furono disputati a Jalta tra il 20 e il 24 aprile 1966.
| Squadra 1         | Risultato | Squadra 2         |
| ----------------- | --------- | ----------------- |
| Avangard Ternopol | 1 – 1     | Lokomotiv Cherson |
| Desna Černihiv    | 1 – 2     | Avangard Ternopol |
| Desna Černihiv    | 3 – 0     | Lokomotiv Cherson |

#### Classifica finale
|  | Pos. | Squadra           | Pt | G | V | N | P | GF | GS | DR |
|  | ---- | ----------------- | -- | - | - | - | - | -- | -- | -- |
|  | 1.   | Avangard Ternopol | 3  | 2 | 1 | 1 | 0 | 3  | 2  | +1 |
|  | 2.   | Desna Černihiv    | 2  | 2 | 1 | 0 | 1 | 4  | 2  | +2 |
|  | 3.   | Lokomotiv Cherson | 1  | 2 | 0 | 1 | 1 | 1  | 4  | -3 |

Desna Černihiv e Avangard Ternopol ammessi alla fase finale.

### Zona dell'Asia Centrale e del Kazakistan

#### Sedicesimi di finale
Le partite furono disputate il 2 aprile 1966.
| Squadra 1          | Risultato | Squadra 2            |
| ------------------ | --------- | -------------------- |
| Spartak Samarcanda | 2 – 0     | Metallurg Chimkent   |
| Spartak Andijon    | 3 – 1     | Zakhmet Chardzhou    |
| Shakhtyor Osh      | 6 – 0     | Paxtakor Kurgan-Tube |

#### Ottavi di finale
Le partite furono disputate tra il 2 e il 7 aprile 1966.
| Squadra 1            | Risultato   | Squadra 2            |
| -------------------- | ----------- | -------------------- |
| Vahsh Nurek          | 3 – 2       | Pakhtaaral Syrdarya  |
| Sverdlovets Tashkent | 2 – 0       | Dimitrovets Tashkent |
| Khimik Chirchik      | 3 – 1 (dts) | Pamir Leninabad      |
| Metallurg Temirtau   | 1 – 0       | Dinamo Celinograd    |
| Spartak Samarcanda   | 1 – 0       | Bukhoro              |
| Metallurg Almalyk    | 1 – 0       | ADK Alma-Ata         |
| Metallist Džambul    | 1 – 0       | Zarafshan Navoi      |
| Spartak Andijon      | 1 – 2       | Shakhtyor Osh        |

#### Quarti di finale
Le partite furono disputate tra l'11 aprile e il 5 maggio 1966.
| Squadra 1         | Risultato | Squadra 2            |
| ----------------- | --------- | -------------------- |
| Metallurg Almalyk | 2 – 0     | Metallurg Temirtau   |
| Shakhtyor Osh     | 3 – 1     | Metallist Džambul    |
| Vahsh Nurek       | 3 – 2     | Sverdlovets Tashkent |
| Khimik Chirchik   | 2 – 0     | Spartak Samarcanda   |

#### Semifinali
Le partite furono disputate il 14 e il 23 maggio 1966.
| Squadra 1       | Risultato | Squadra 2         |
| --------------- | --------- | ----------------- |
| Shakhtyor Osh   | 3 – 0     | Metallurg Almalyk |
| Khimik Chirchik | 4 – 1     | Vahsh Nurek       |

#### Finale
L'incontro fu disputato il 2 giugno 1966.
| Squadra 1       | Risultato | Squadra 2    |
| --------------- | --------- | ------------ |
| Khimik Chirchik | 1 – 0     | Shahtyor Osh |

## Fase finale

### Primo turno
Le gare furono disputate tra il 13 e il 20 giugno 1966.
| Squadra 1          | Risultato   | Squadra 2         |
| ------------------ | ----------- | ----------------- |
| Granitas Klaipėda  | 2 – 1 (dts) | Zvezda Kirovohrad |
| Alga Frunze        | 3 – 0       | Stroitel' Aşgabat |
| Trud Voronež       | 0 – 1       | Lokomotiv Tbilisi |
| Lokomotyv Vinnycja | 3 – 2 (dts) | Tavrija           |
| Dnepr              | 3 – 0       | Baltika           |
| Desna Černihiv     | 0 – 3       | Avintul Chișinău  |
| Terek Groznyj      | 1 – 0       | Dinamo Batumi     |
| Khimik Chirchik    | 2 – 0       | Avangard Charkiv  |

### Secondo turno
Le gare furono disputate tra il 19 giugno e il 14 luglio 1966.
| Squadra 1            | Risultato   | Squadra 2               |
| -------------------- | ----------- | ----------------------- |
| Avangard K.N.A.      | -           | Kuban'                  |
| Torpedo Taganrog     | 0 – 3       | Shahter Qaraǵandy       |
| Rubin                | 5 – 1       | Širak Leninakan         |
| Spartak Ordžonikidze | 2 – 1 (dts) | Volga Gor'kij           |
| Spartak Homel'       | 0 – 4       | Volga Kalinin           |
| Lokomotiv Čeljabinsk | 7 – 1       | Spartak Nal'čik         |
| Avangard Ternopol    | 0 – 2       | Uralmaš                 |
| Dinamo Kirovobad     | 2 – 1       | Sudostroitel' Mykolaïv  |
| Traktor Volgograd    | 4 – 0       | Politotdel              |
| Šinnik               | 1 – 0       | Vostok Ust'-Kamenogorsk |
| Irtyš Omsk           | 2 – 0       | Neftyanik Fergana       |
| Energetik Dušanbe    | 4 – 0       | SKA Kiev                |
| Tekstilščik Ivanovo  | 3 – 0       | Zorja                   |
| Karpaty              | 3 – 2       | SKA Leopoli             |
| Žalgiris             | 4 – 0       | Dünamo Tallinn          |
| Trud Kurgan          | 2 – 0       | Torpedo Tomsk           |
| Temp Barnaul         | 2 – 0       | Sokol Saratov           |
| Stroitel' Ufa        | 2 – 3 (dts) | Metalurh Zaporižžja     |
| Kuzbass Kemerovo     | -           | Daugava Rīga            |
| Dinamo Leningrado    | 1 – 0       | SKA Novosibirsk         |
| Avintul Chișinău     | 6 – 0       | Lokomotyv Vinnycja      |
| Alga Frunze          | -           | Granitas Klaipėda       |
| Lokomotiv Tbilisi    | 7 – 0       | Khimik Chirchik         |
| Dinamo Stavropol'    | 3 – 0       | Rostsel'maš             |
| Torpedo Pavlovo      | 2 – 0       | Zvezda Perm'            |
| Terek Groznyj        | 1 – 0 (dts) | Dnepr                   |

### Terzo turno
Le gare furono disputate tra il 7 e il 23 luglio 1966.
| Squadra 1            | Risultato   | Squadra 2           |
| -------------------- | ----------- | ------------------- |
| Shahter Qaraǵandy    | 2 – 0       | Energetik Dušanbe   |
| Dinamo Stavropol'    | 2 – 0       | Torpedo Pavlovo     |
| Traktor Volgograd    | 4 – 1 (dts) | Tekstilščik Ivanovo |
| Lokomotiv Tbilisi    | -           | Alga Frunze         |
| Spartak Ordžonikidze | 1 – 2       | Dinamo Kirovobad    |
| Dinamo Leningrado    | 2 – 0       | Žalgiris            |
| Avintul Chișinău     | 2 – 0       | Terek Groznyj       |
| Metalurh Zaporižžja  | 0 – 2       | Rubin               |
| Lokomotiv Čeljabinsk | 6 – 1       | Irtyš Omsk          |
| Kuzbass Kemerovo     | 2 – 1       | Trud Kurgan         |
| Avangard K.N.A.      | 0 – 3       | Šinnik              |
| Temp Barnaul         | 1 – 3       | Karpaty             |
| Volga Kalinin        | 0 – 2       | Uralmaš             |

### Quarto turno
Le gare furono disputate tra il 23 luglio e il 13 agosto 1966.
Le 19 squadre di Pervaja Gruppa A 1966 entrarono in scena in questo turno: quelle che si incrociarono con le 13 promosse del turno precedente giocarono il loro incontro in trasferta.
| Squadra 1            | Risultato   | Squadra 2                |
| -------------------- | ----------- | ------------------------ |
| Dinamo Kirovobad     | 4 – 1       | SKA Rostov               |
| Shahter Qaraǵandy    | 1 – 2 (dts) | Dinamo Mosca             |
| Lokomotiv Čeljabinsk | 2 – 1       | Kryl'ja Sovetov Kujbyšev |
| Kuzbass Kemerovo     | 1 – 2       | Čornomorec'              |
| Lokomotiv Tbilisi    | 0 – 1       | Torpedo Mosca            |
| Dinamo Leningrado    | 1 – 0       | T'orp'edo Kutaisi        |
| Rubin                | 0 – 1       | Dinamo Minsk             |
| Dinamo Stavropol'    | 0 – 1       | Dinamo Kiev              |
| Traktor Volgograd    | 1 – 0 (dts) | Neftyanik Baku           |
| Šinnik               | 3 – 1       | Ararat                   |
| Uralmaš              | 3 – 1       | SKA Odessa               |
| Avintul Chișinău     | 0 – 1       | Spartak Mosca            |
| Šachtar              | 3 – 1 (dts) | Dinamo Tbilisi           |
| Paxtakor             | 2 – 0       | CSKA Mosca               |
| Qairat               | 2 – 1       | Lokomotiv Mosca          |
| Karpaty              | 1 – 2       | Zenit Leningrado         |

### Ottavi di finale
Le gare furono disputate tra il 13 e il 26 agosto 1966.
| Squadra 1     | Risultato   | Squadra 2            |
| ------------- | ----------- | -------------------- |
| Uralmaš       | 2 – 0       | Lokomotiv Čeljabinsk |
| Spartak Mosca | 2 – 0       | Šachtar              |
| Šinnik        | 3 – 0       | Dinamo Leningrado    |
| Čornomorec'   | 2 – 0       | Paxtakor             |
| Qairat        | 2 – 1       | Dinamo Kirovobad     |
| Dinamo Minsk  | 2 – 1 (dts) | Dinamo Mosca         |
| Torpedo Mosca | 3 – 1       | Traktor Volgograd    |
| Dinamo Kiev   | 3 – 0       | Zenit Leningrado     |

### Quarti di finale
Le gare furono disputate tra il 3 e il 16 settembre 1966.
| Squadra 1     | Risultato   | Squadra 2     |
| ------------- | ----------- | ------------- |
| Čornomorec'   | 3 – 1       | Uralmaš       |
| Torpedo Mosca | 2 – 1       | Qairat        |
| Dinamo Minsk  | 1 – 0 (dts) | Šinnik        |
| Dinamo Kiev   | 4 – 1       | Spartak Mosca |

### Semifinali
Le gare furono disputate il 7 e il 9 luglio 1966.
| Squadra 1     | Risultato | Squadra 2    |
| ------------- | --------- | ------------ |
| Torpedo Mosca | 3 – 0     | Čornomorec'  |
| Dinamo Kiev   | 1 – 0     | Dinamo Minsk |

### Finale
| Arbitro: | Härms (Tallinn) |

|  |           |                     |
|  | Marcatori | 1’ Byšovec 73’ Biba |